# Barika

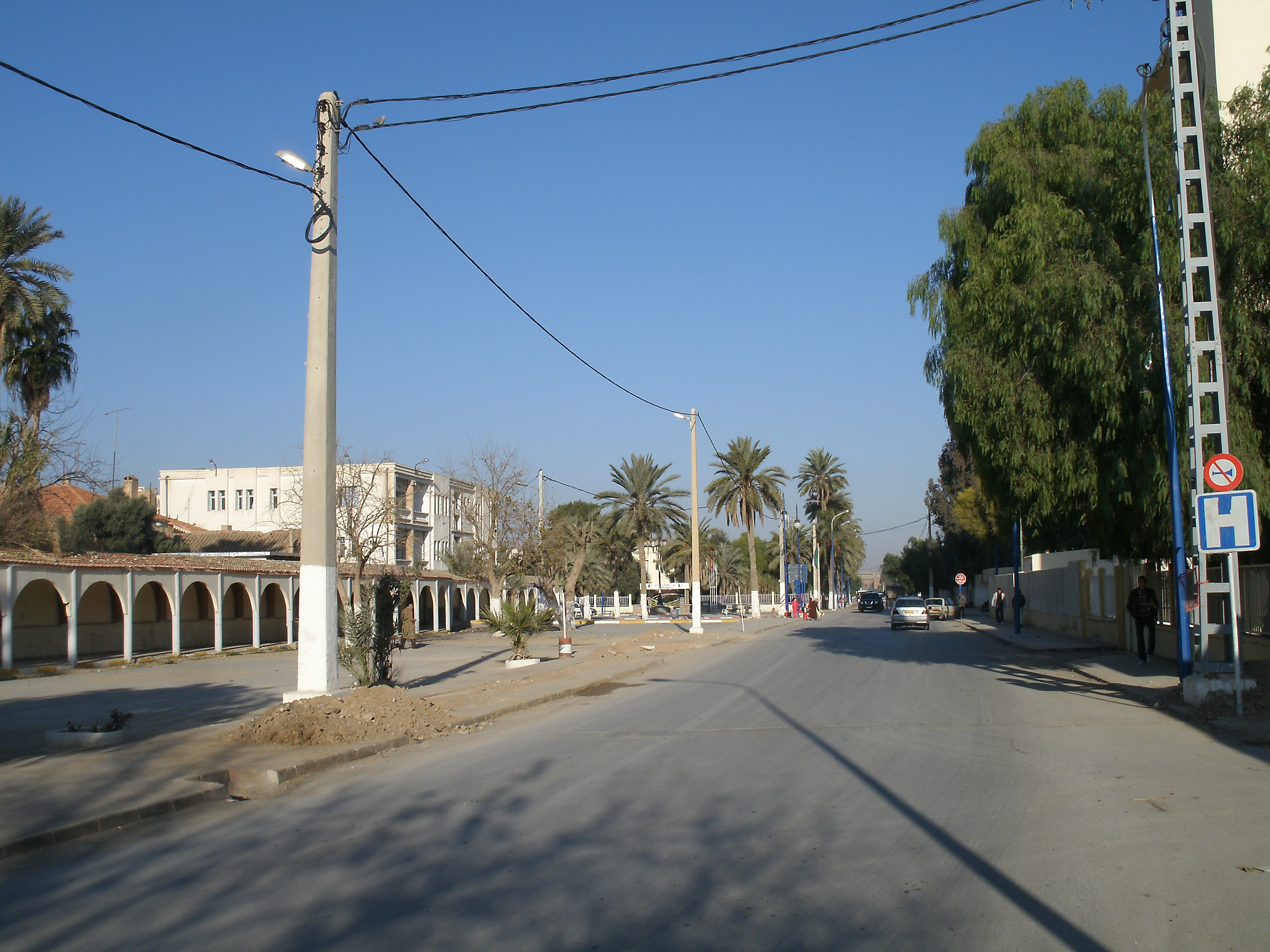
Gata i Barika.

Barikas läge i Batnaprovinsen.

Barika (arabiska بريكة) är en stad och kommun i nordöstra Algeriet och är den näst största staden i provinsen Batna. Folkmängden i kommunen uppgick till 104 398 invånare vid folkräkningen 2008, varav 98 141 invånare bodde i själva centralorten.